# Сіко II (князь Салернський)
Сіко (†855), князь Салернський (851—853), син князя Сіконульфа, який спадкував трон після смерті батька. Оскільки Сіко був дуже молодим батько призначив йому опікуном свого наближеного Петра, який змістив неповнолітнього Сіко. Останній був змушений утекти до імператора Людовика II.
У 855 Сіко зробив спробу повернути собі престол, проте був отруєний.